# Topal Osman

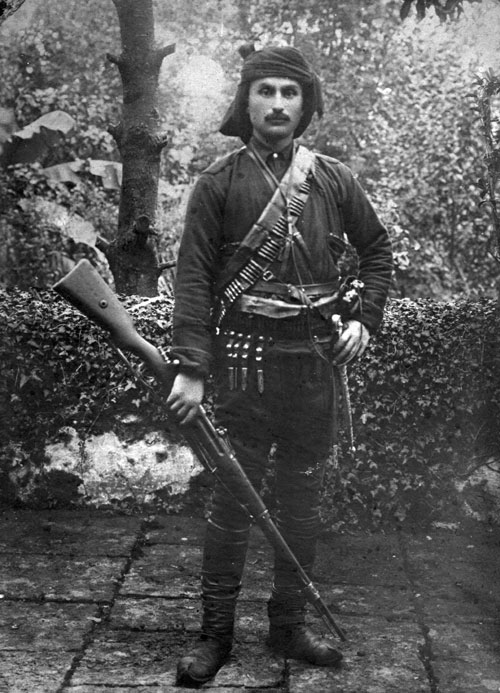
Topal Osman

Topal Osman oder Osman Ağa (* 1883 in Giresun; † 2. April 1923 in Ankara) war ein osmanischer Offizier und Kriegsteilnehmer. Ferner war er eine „zentrale Figur“ bei Deportationen und Massakern an christlichen Minderheiten während der Griechenverfolgungen im Osmanischen Reich 1914–1923 und des Völkermords an den Armeniern. Wegen seiner Verdienste beim türkischen Unabhängigkeitskrieg wird er als Volksheld verehrt. Er war Befehlshaber der Präsidentengarde Atatürks.

## Leben
Gazi Osman Ağa wurde in Giresun als Sohn einer vermutlich tscherkessischen Familie geboren. Er kämpfte als Freiwilliger im Balkankrieg. Dabei wurde er am Bein verwundet und erhielt den Beinamen „Osman der Hinkende“ (Topal Osman). Im Ersten Weltkrieg sammelte er ehemalige Häftlinge um sich und terrorisierte die Bevölkerung Giresuns, insbesondere Griechen und Armenier, aber auch Türken, die es wagten, sich ihm zu widersetzen.
Topal Osman war als Mitglied der Teşkilât-ı Mahsusa einer der Hauptbeteiligten des Völkermordes an den Armeniern in der Schwarzmeerregion. 
Im Jahre 1920 war Topal Osman an der Niederschlagung des Koçgiri-Aufstandes beteiligt. Am 29. Oktober wurde die irreguläre Truppe unter Osman als Wachmannschaft von Mustafa Kemals Residenz rekrutiert. Topal Osman war ihr Befehlshaber. Am 27. März 1923 verschleppte und ermordete Osman den Abgeordneten Ali Şükrü Bey. Osman hatte Ali Şükrü zu sich eingeladen und unterwegs erdrosseln lassen. Şükrü wurde in der Nähe von Osmans Landhaus namens Papaz Bağı auf den Hängen des Çankaya verscharrt. Mustafa Kemal beauftragte den Kommandeur der Wache der Nationalversammlung İsmail Hakkı, Osman zu ergreifen. Osman Ağa verbarrikadierte sich mit seiner Truppe in seinem Landhaus. Bei der Belagerung wurde ein Soldat erschossen. Die Wache stürmte das Haus, tötete zahlreiche Mitglieder von Osmans Truppe und verletzte Osman tödlich. Sein Leichnam wurde vor dem Parlamentsgebäude aufgehängt, später nach Giresun überführt und dort begraben.

## Schlächter oder Nationalheld
- Von türkisch-nationalistischer Seite wird Osman Ağa als Nationalheld verehrt. Der bekannte Kolumnist Emin Çölaşan schrieb in der Tageszeitung Hürriyet (25. August 1995): „Sie wissen, die ersten, die den Krieg gegen Ereignisse im Pontus-Gebirge eröffneten, waren der Held aus Giresun, Topal Osman, und seine Männer. Die Pontos-Griechen wurden nach langen Mühen gesäubert [!] und er wurde zur Garde Mustafa Kemal Paschas in Ankara berufen.“
- Taner Akçam bezeichnet ihn in der taz (13. Juli 2001) hingegen als „Schlächter von Armeniern und Pontosgriechen“. Die Radikal İki (23. Januar 2006) schreibt, Osman habe sich während des Ersten Weltkrieges auf Kosten der christlichen Bevölkerung bereichert und veranlasst, dass in der Umgebung von Samsun 900 Personen jämmerlich in einer Höhle erstickten. Hasan İzettin Dinamo zitiert im zweiten Band seines Buches Kutsal Isyan (Der Heilige Aufstand) Osman Ağa mit den an Atatürk gerichteten Worten: „Machen Sie sich keine Sorgen mein Pascha, ich werde diese Pontos-Griechen derart ausräuchern, dass sie in ihren Höhlen wie Hornissen ersticken.“
- Andrew Mango bezeichnet den Namen Topal Osman in seiner Atatürk-Biographie (London 1999, S. 213) als Inbegriff (byword) der Brutalität.